# Vorwärts Tirol
Vorwärts Tirol ist eine politische Partei in Österreich. Bei der Landtagswahl am 28. April 2013 erhielt die Partei auf Anhieb 9,54 % der Stimmen und somit 4 Sitze im Tiroler Landtag. Nach Austritten und Parteiausschlüssen der Mandatare war die Partei ab 2015 nicht mehr im Landtag vertreten. Die Mandatare saßen nun als Impuls-tirol im Landtag, konnten ihre Mandate aber bei der Landtagswahl in Tirol 2018 nicht halten.

## Grundsätze
Vorwärts Tirol bezeichnet sich selbst als einzige bürgerliche Alternative und möchte sich abseits von parteipolitischen und ideologischen Sachzwängen wieder mehr auf eine partizipatorische, leistungs- und lösungsorientierte Sachpolitik in Tirol konzentrieren. Dabei soll nicht die Parteizugehörigkeit der Politiker im Vordergrund stehen, sondern deren Kompetenz und deren Lösungsorientierung bei wichtigen politischen Problemen und Sachfragen. Damit sollten auch die Anliegen der Bürger wieder deutlicher sicht- und hörbar werden.

## Geschichte und Gründung
Die neue Liste „Vorwärts Tirol“ wurde am 16. Jänner 2013 vorgestellt, nachdem schon lange im Vorfeld über die Möglichkeit der Neugründung einer solchen bürgerlichen Liste diskutiert worden war. Die damalige Bürgermeisterin von Innsbruck, Christine Oppitz-Plörer, war neben der früheren ÖVP-Politikerin Anna Hosp maßgeblich an der Gründung beteiligt. Der jetzige Klubobmann Hans Lindenberger war bei der Gründung dieser neuen Liste stark involviert und war darüber hinaus zugleich Spitzenkandidat der Partei.
Dieser Umstand sollte zeigen, dass sich die neu gegründete Partei grundsätzlich anders positionieren möchte, wenn es um Parteibuch und um parteipolitisch eindeutige Ausrichtung geht, war Hans Lindenberger doch unter der Landesregierung van Staa II für die SPÖ im Landtag und sogar als Landesrat in der Regierung tätig.
Anna Hosp war ebenfalls Landesrätin unter der Landesregierung van Staa II, schied aber nach der Landtagswahl 2008 aus der Regierung aus und wechselte in die Privatwirtschaft. Im Zuge ihrer Rückkehr in die Politik bezog sie eine deutliche Positionierung gegen die ÖVP unter der Führung von Günther Platter.

### Konflikt und Abspaltung
Nach parteiinternen Auseinandersetzungen wurde 2014 die Abgeordnete Andrea Krumschnabel aus Landtagsklub und Partei ausgeschlossen.
Auslöser für den Konflikt war das Ergebnis der Landtagswahl in Tirol 2013, nach der Vorwärts Tirol zwar auf Anhieb 9,54 % der Stimmen und vier Mandate im Tiroler Landtag erreichte, nach deren Mandatsverteilung jedoch nicht die Parteigründerin Anna Hosp, sondern Hans Lindenberger, Maria Zwölfer, Andrea Krumschnabel und Josef Schett für Vorwärts Tirol im Landtag vertreten waren.  
In weiterer Folge wurde den Abgeordneten laut eigenen Aussagen von den Parteigründerinnen Anna Hosp und der Innsbrucker Bürgermeisterin Christine Oppitz-Plörer nahegelegt, ihr Mandat zurückzulegen, um Anna Hosp den Einzug in den Landtag zu ermöglichen. Als dies nicht geschah, reichte ein der Parteigründerin Hosp nahestehender Wahlkampfsponsor mehrere Klagen wegen offener Kredite ein. Durch weitere Vorfälle, wie dem Rücktritt des Parteivorstandes, dem Parteiausschluss von Krumschnabel und Ermittlungen wegen des Verdachts der Untreue spitzte sich der Konflikt zwischen Landtagsklub und Parteispitze derart zu, dass sich Zwölfer, Lindenberger und Schett im Jahr 2015 von Vorwärts Tirol abspalteten, um mit der neu gegründeten Partei impuls-tirol die Arbeit im Landtag fortzusetzen.
Sämtliche von Klubobmann Hans Lindenberger eingebrachten Sachverhaltsdarstellungen wegen Untreue, Scheinrechnungen etc. gegen die Parteiführung von Vorwärts Tirol wurden von der Staatsanwaltschaft eingestellt bzw. zurückgewiesen. Am 28. Juni 2017 wurden die drei Abgeordneten von impuls-tirol aufgrund einer schriftlichen Zusage vom Dezember 2013, Parteiförderung für die Partei Vorwärts Tirol zu beantragen, vom Obersten Gerichtshof zu einer Schadensersatzzahlung in Höhe von ca. € 1,8 Mio. verurteilt, da die drei Abgeordneten seit der Abspaltung von Vorwärts Tirol im Jahr 2015 keine Parteiförderung mehr für Vorwärts Tirol beantragt hatten. Es ist in der innenpolitischen Parteienlandschaft der 2. Republik einzigartig, dass Landtagsabgeordnete wegen vorsätzlichem und politisch taktischem gewähltem Kalkül höchstrichterlich zu einer persönlichen Schadenersatzleistung verurteilt worden sind.
Zur Landtagswahl 2018 trat die Partei nicht mehr an.

## Struktur der Partei
Der Vorstand von Vorwärts Tirol ist am 8. Juli 2013 geschlossen zurückgetreten. Hans Lindenberger hatte zuvor neben der Rolle als Spitzenkandidat der Landesliste auch den Posten des Vorstandsvorsitzenden inne. Die stellvertretenden Vorsitzenden waren bis zur Neuwahl der Vorstandsmitglieder am 19. Juli 2013 Maria Zwölfer, Josef Schett und Andrea Krumschnabel.
Nach einigen innerparteilichen Auseinandersetzungen und einer abgehaltenen Generalversammlung wurde Hans Lindenberger Klubobmann und Andres Krumschnabel Klubobfrau-Stellvertreterin.
Bei der Generalversammlung am 28. Juni 2014 wurde der neue Vorstand unter der Führung des Parteiobmanns Hansjörg Peer ohne Gegenstimme gewählt.
Vorstand vorwärts Tirol:
- Hansjörg Peer
- Robert Possenig
- Volkmar Reinalter
- Kurt Falschlunger
- Josef Schett
- Josef Falkner

Ersatzmitglieder:
- Maria Zwölfer
- Alan Wolf